# Hotel Weißes Roß (Ichenhausen)

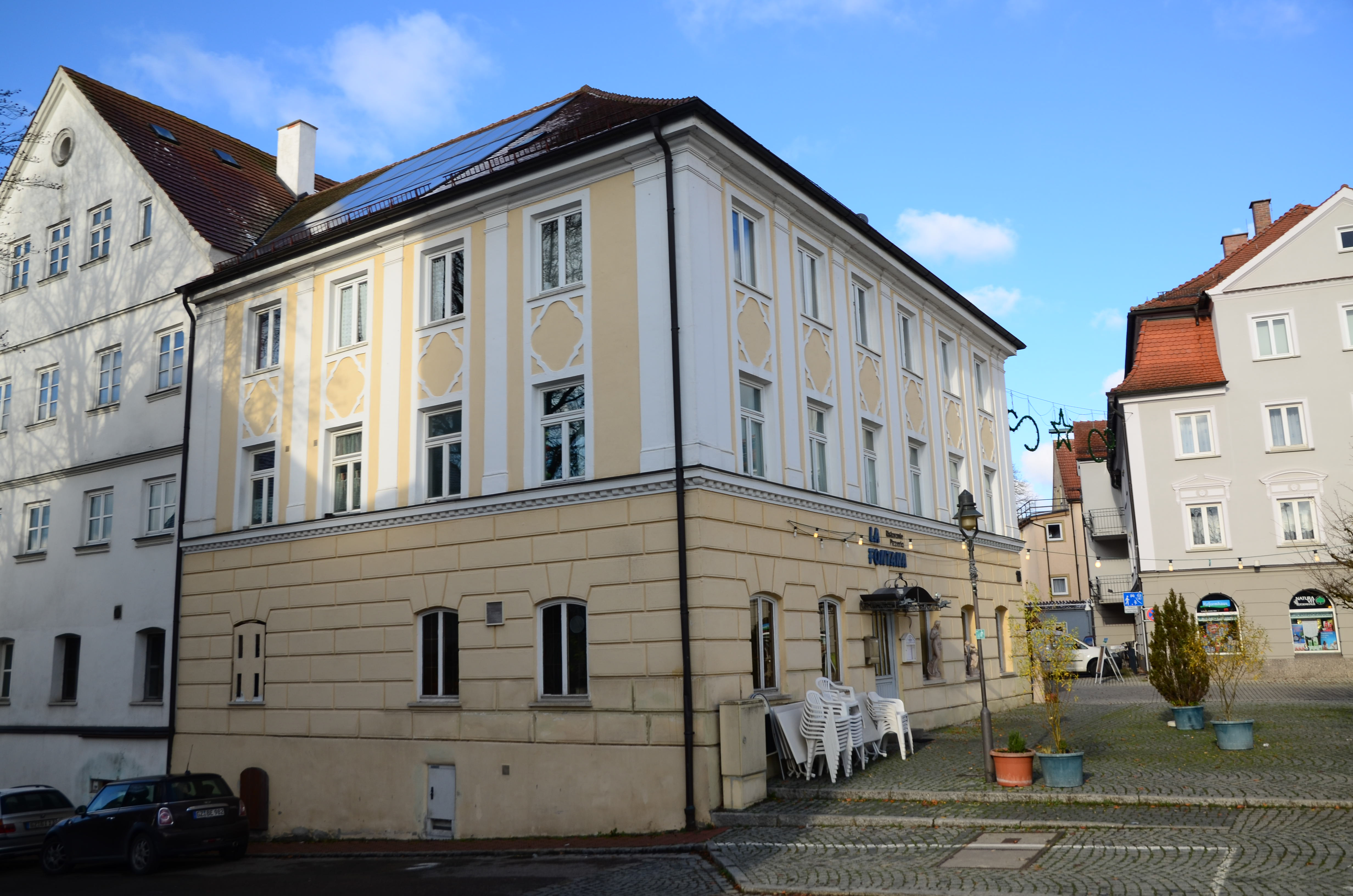
Hotel Weißes Roß in Ichenhausen

Das Hotel Weißes Roß in Ichenhausen, einer Stadt im Landkreis Günzburg im bayerischen Regierungsbezirk Schwaben, wurde 1847 errichtet. Das Hotel an der Marktstraße 18 ist ein geschütztes Baudenkmal.
Der dreigeschossige Walmdachbau mit spätklassizistischer Fassadengliederung besitzt an der Rückseite einen 1896 erstellten Festsaalbau. Dieser weist reiche Putzornamentik mit rustiziertem Sockel und darüber liegender Putzgliederung auf. Ein mehrgeschossiges Kellersystem verläuft tief im Hang und geht teilweise auf einen Vorgängerbau zurück.